# Curt Mezger
Curt Mezger (* 17. Dezember 1895 in München; † vermutlich 12. März 1945 im KZ Ebensee) war ein deutsch-jüdischer Unternehmer. Er war der letzte Leiter des Münchner Judenlagers Milbertshofen. In dieser Funktion half er anderen, ihr schlimmes Los erträglicher zu machen. Nach Auflösung des Lagers Milbertshofen war er ab 19. August 1942 als Lagerleiter des Sammellagers Berg am Laim eingesetzt. Am 14. März 1943 wurde er festgenommen und nach Auschwitz deportiert, im Januar 1945 dann in das KZ Ebensee eingeliefert, wo er anderthalb Monate später umkam.

## Leben
Mezger wurde als Sohn von Philipp und Elsa Mezger, einer Schwester von Franz Hesselberger, in eine Familie des Münchner Großbürgertums geboren und wuchs in einer stattlichen Villa am Karolinenplatz auf. Seine Schulausbildung durchlief er am Humanistischen Gymnasium. Bei Ausbruch des Ersten Weltkriegs wurde er in die Armee einberufen und nahm als Vizefeldwebel des 1. Bayerischen Fußartillerieregiments bis 1918 an den Kämpfen teil.
Nach Kriegsende gründete er zusammen mit Anton Gahm in der Brienner Straße die Firma Theo Trockenfeuerlöscher Mezger und Gahm. Um das Jahr 1928 wechselten beide die Branche und Gahm übernahm die Sportartikelfirma Anton Huber, die unter der gleichen Adresse ihren Sitz hatte und in der Mezger zunächst arbeitete. 1936 machte er sich mit einer Agentur für Sportartikel selbständig.
In der Zeit des Nationalsozialismus wurde Mezger nach den Nürnberger Rassegesetzen als Jude eingestuft. In der Folge wurde er mehrmals verhaftet und saß im Polizeigefängnis in der Ettstraße ein. Nach der Deportation von Hugo Railing in das KZ Sobibor wurde Mezger im April 1942 als Lagerleiter des Sammel- und Deportationslagers Milbertshofen eingesetzt. Während der gesamten Zeit wohnte er zusammen mit seiner Tante Stefanie von Bayer-Ehrenberg bei der Münchner Mäzenin Gräfin von Harrach. Nach der Auflösung des Lagers in Milbertshofen wurde er Leiter des Sammellagers in Berg am Laim.
Elf Tage nach der Räumung des Lagers in Berg am Laim wurde Mezger am 14. März 1943 verhaftet, als er in den leerstehenden Lagergebäuden abschließende Arbeiten erledigte. Er wurde zunächst in das Gefängnis Stadelheim verbracht und von dort – während seine arische Ehefrau sogar beim Reichssicherheitshauptamt in Berlin vorsprach, um seine Freilassung zu erreichen – im Herbst 1943 in das KZ Auschwitz deportiert. Dort wurde er als Krankenpfleger und Totenträger eingesetzt. Im Zuge der Evakuierung des Lagers verließ Mezger am 18. Januar 1945 Auschwitz und traf am 25. Januar 1945 im KZ Mauthausen ein. Vier Tage später wurde er zusammen mit knapp 2.000 Mithäftlingen aus dem Auschwitz-Transport in das Mauthausener Nebenlager in Ebensee verfrachtet, wo er knapp sechs Wochen später ermordet wurde.
Über das genaue Todesdatum gibt es unterschiedliche Angaben (12., 13., 15. oder 17. März 1945). Seiner Witwe wurde als offizielle Todesursache Bronchitis mitgeteilt.

## Ehrungen
In Erinnerung an Mezger wurde am 8. März 2007 im Münchner Stadtbezirk Milbertshofen mit dem Curt-Mezger-Platz der Platz vor dem Kulturhaus Milbertshofen nach ihm benannt.